# تايلر جيمس (مغن مؤلف)
تايلر جيمس (بالإنجليزية: Tyler James)‏ هو مغن مؤلف بريطاني، ولد في 5 يناير 1985 في لندن في المملكة المتحدة.

## وصلات خارجية
- تايلر جيمس على موقع ميوزك برينز (الإنجليزية)
- تايلر جيمس على موقع ديسكوغز (الإنجليزية)